# Amolação Interrompida
Amolação Interrompida é uma pintura de Almeida Júnior. Sua data de criação é 1894. Encontra-se sob a guarda de Pinacoteca do Estado de São Paulo. A obra é considerada uma das mais notáveis realizadas por Almeida Júnior, um dos principais objetos da pintura regionalista.

## Descrição
A obra é reconhecida por retratar o caipirismo, com um trabalhador com vestes simples e sujas. Destaca-se também uma faca, numa bainha. O retratado está em um riacho, amolando um machado, e abana com a mão direita, num sinal que denota a interrupção de seu ofício.
A obra foi produzida com tinta a óleo. Suas medidas são: 200 centímetros de altura e 140 centímetros de largura.
Faz parte de Coleção da Pinacoteca do Estado de São Paulo. O número de inventário é 11. A obra foi transferida do Museu Paulista, em 1905.

## Contexto
O quadro foi realizado num período em que Almeida Júnior era reconhecido por sua representação da vida rural em São Paulo. Foi aliás nesse período que Cesário Motta aproximou-se do pintor, para que este realizasse pinturas para a formação do acervo do Museu Paulista.

## Análise
Assim como Caipira picando fumo, Amolação interrompida apresenta um personagem típico do sertão paulista, a quem é conferido "monumentalidade". Apesar dessa característica própria à brasilidade, foram reconhecidas influências técnicas europeias, em específico naturalistas, na pintura.

## Recepção
O então diretor do Museu Paulista Rodolpho von Ihering realizou a transferência da obra para a Pinacoteca do Estado de São Paulo, por considerar que não havia espaço no edifício do Museu Paulista e que não ornava com o tom da sala triunfalista onde estava. O espaço anteriormente tomado pelo quadro é ocupado pelo Retrato de Dona Leopoldina de Habsburgo e seus filhos.